# Battaglia di Tulagi
La battaglia di Tulagi venne combattuta tra le truppe statunitensi e giapponesi dal 7 al 9 agosto 1942, nell'ambito del teatro del Pacifico durante la Seconda guerra mondiale; la battaglia costituisce la prima operazione militare della campagna di Guadalcanal.

## Antefatto
Nel marzo del 1942, le truppe giapponesi iniziarono le operazioni di occupazione dell'arcipelago delle isole Salomone, all'epoca un protettorato del Regno Unito; l'isola di Tulagi era la sede del governo britannico del Protettorato, e pertanto ne venne decisa l'occupazione. Il 3 maggio 1942, due compagnie di truppe speciali della marina imperiale nipponica occuparono Tulagi e la vicina isola di Gavutu, praticamente senza incontrare opposizione. Il giorno dopo, aerei decollati dalle portaerei americane USS Yorktown e USS Enterprise attaccarono le unità navali nipponiche che stazionavano al largo dell'isola, affondando il cacciatorpediniere Kikutsuki e danneggiando altre navi. A parte questa incursione, l'occupazione giapponese di Tulagi venne praticamente ignorata dalle forze Alleate; sulle isole occupate, i giapponesi costruirono una base di rifornimento per navi ed una stazione per idrovolanti.
L'occupazione dell'isola di Tulagi venne presa in considerazione dagli strateghi Alleati nell'ambito del piano per la conquista dell'isola di Guadalcanal: l'occupazione delle isole di Tulagi, Gavutu e Tanambogo avrebbe fornito protezione sul fianco alla forza principale incaricata di conquistare l'aeroporto che i giapponesi stavano costruendo sulla vicina isola di Guadalcanal.

## La battaglia

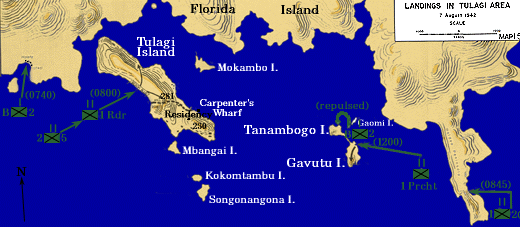
Gli sbarchi delle unità americane a Tulagi, Gavutu e Florida, 7 agosto 1942.

Nella mattina del 7 agosto il maltempo permise agli Americani di giungere nei pressi di Guadalcanal senza essere rilevate dai giapponesi. La forza navale venne suddivisa in due gruppi, uno con il compito di assaltare Guadalcanal e l'altro l'isola di Tulagi, di Florida e le isole vicine. Le navi alleate bombardarono le spiagge, mentre la portaerei colpì le posizioni giapponesi sulle isole e distrusse 15 idrovolanti giapponesi nella base di Tulagi.
Per coprire lo sbarco sull'isola, truppe americane vennero sbarcate in due posizioni chiave della vicina isola Florida, il villaggio di Haleta e la penisola di Halavo: l'operazione venne portata a termine dal 1º Battaglione del 2º Reggimento Marines, senza incontrare resistenza.
Tulagi e le vicine isole Gavutu e Tanambogo vennero assaltate da 3 000 marines. Gli sbarchi su Tulagi iniziarono alle 8:00; le truppe del 1º Battaglione Raiders e del 2º Battaglione del 5º Reggimento Marines presero terra su una spiaggia della costa occidentale dell'isola (Beach Blue) incontrando scarsa resistenza. Una volta a terra le unità si divisero, con i Raiders diretti verso sud-est e il 2º Marines verso nord-ovest; la resistenza più dura venne incontrata dai Raiders, che al tramonto si trincerarono consolidando le posizioni conquistate. Quella notte, i giapponesi lanciarono quattro violenti attacchi contro le posizioni dei Raiders, ma vennero tutti respinti. Il giorno dopo gli americani ripresero l'avanzata, incontrando una dura resistenza nella punta meridionale dell'isola, dove i giapponesi si erano trincerati in una profonda spaccatura artificiale; dopo aver ricevuto rinforzi, i Raiders eliminarono questa sacca di resistenza attaccandola da tre lati. Anche se gruppi isolati di giapponesi continuarono a battersi per qualche altro giorno, l'isola di Tulagi venne dichiarata sicura la sera dell'8 agosto 1942.
I due isolotti di Gavutu e Tanambogo, uniti da una strada rialzata, erano l'obbiettivo di due compagnie del 1º Battaglione paracadutisti dei Marines (trasportati via mare), con una terza compagnia in riserva. L'attacco iniziò alle 12:00 del 7 agosto; il fuoco dell'artiglieria navale americana distrusse la zona da sbarco prevista (un molo di cemento per idrovoloanti sulla costa nord-orientale di Gavutu), così i mezzi da sbarco si diressero più a nord, finendo sotto il fuoco proveniente dalle postazioni giapponesi su Tanambogo. Nonostante le pesanti perdite, i paracadutisti presero terra e stabilirono una testa di ponte sulla costa nord, conquistando anche la collina dominante dell'isola; poiché il fuoco proveniente da Tanambogo continuava, vennero chiesti rinforzi per conquistare l'isolotto. Una compagnia del 1º Battaglione 2º Reggimento Marines venne distaccata per l'operazione; poiché si credeva che la resistenza giapponese fosse debole, venne previsto uno sbarco notturno quella sera stessa. Mentre i mezzi da sbarco si avvicinavano all'isolotto, un colpo d'artiglieria americano colpì un deposito di carburante giapponese, provocando un incendio; alla luce delle fiamme, i giapponesi aprirono un pesante fuoco sui marines appena sbarcati, obbligandoli a ritirarsi su Gavutu. Per tutta la notte i giapponesi tentarono dei contrattacchi sulla testa di ponte americana, tutti respinti. La mattina dopo il 3º Battaglione 2º Reggimento Marines, con l'appoggio dei carri armati, degli attacchi aerei e del fuoco navale, prese terra a Tanambogo alle 16:20; la battaglia per il possesso dell'isola continuò per tutta la notte, ma nel pomeriggio del 9 agosto l'isola venne dichiarata sicura. Le residue forze giapponesi su Gavutu vennero eliminate poco dopo.

## Epilogo
Con qualche difficoltà, le truppe statunitensi misero in sicurezza tutte le tre isole; Tulagi l'8 agosto e Gavutu e Tanambogo il 9 agosto. I difensori giapponesi vennero uccisi quasi fino all'ultimo uomo, mentre i marines subirono 122 morti.
Tulagi era destinata a diventare nei mesi successivi un ancoraggio per molte delle navi alleate danneggiate durante i combattimenti che seguirono.

### Libri
- Autori vari - direzione di Claude Bertin, La seconda guerra mondiale - la lotta per il Pacifico - vol. 3, Guadalcanal, Ginevra, Edizioni Ferni, 1972.
- (EN) Eric M. Bergerud, Touched with Fire: The Land War in the South Pacific, Penguin, 1997, ISBN 0-14-024696-7.
- James F. Christ, Battalion of the Damned: The 1st Marine Paratroopers at Gavutu and Bloody Ridge, 1942, Naval Institute Press, 2007, ISBN 1-59114-114-1.
- Richard Frank, Guadalcanal: The Definitive Account of the Landmark Battle, New York, Random House, 1990, ISBN 0-394-58875-4.
- Samuel B. Griffith, The Battle for Guadalcanal, Champaign, Illinois, USA, University of Illinois Press, 1963, ISBN 0-252-06891-2.
- Richard G. Hubler, Dechant, John A, Flying Leathernecks - The Complete Record of Marine Corps Aviation in Action 1941–1944., Garden City, New York, Doubleday, Doran & Co., Inc, 1944.
- Stanley Coleman Jersey, Hell's Islands:  The Untold Story of Guadalcanal, College Station, Texas, Texas A&M University Press, 2008, ISBN 1-58544-616-5.
- Samuel Eliot Morison, The Struggle for Guadalcanal, August 1942 – February 1943, vol. 5 of History of United States Naval Operations in World War II, Boston, Little, Brown and Company, 1958, ISBN 0-316-58305-7.
- Oscar F. Peatross, John P. McCarthy and John Clayborne (editors), Bless 'em All: The Raider Marines of World War II, Review, 1995, ISBN 0-9652325-0-6.
- Joseph N. Mueller, Dalla sconfitta alla vittoria, Osprey Publishing, 2009, ISSN 1974-9414 (WC · ACNP).

### Pubblicazioni e articoli di rilevanza
- (EN) Charles R. Anderson, Guadalcanal (brochure), su army.mil, U.S. Government Printing Office, 1993. URL consultato il 19 luglio 2009.
- (EN) Frank O. Hough, Ludwig, Verle E., and Shaw, Henry I., Jr., Pearl Harbor to Guadalcanal, su History of U.S. Marine Corps Operations in World War II. URL consultato il 19 luglio 2009.
- John, Jr. Miller, Cartwheel: The Reduction of Rabaul, su United States Army in World War II: The War in the Pacific, Office of the Chief of Military History, U.S. Department of the Army, 1959,  p. 418. URL consultato il 19 luglio 2009.
- (EN) John Jr. Miller, Guadalcanal:  The First Offensive, su United States Army in World War II, 1949. URL consultato il 19 luglio 2009.
- (EN) Henry I. Shaw, First Offensive: The Marine Campaign For Guadalcanal, su Marines in World War II Commemorative Series, 1992. URL consultato il 19 luglio 2009.
- (EN) John L. Zimmerman, The Guadalcanal Campaign, su Marines in World War II Historical Monograph, 1949. URL consultato il 19 luglio 2009.
- (EN) George Carroll Dyer, The Amphibians Came to Conquer:  The Story of Admiral Richmond Kelly Turner, su ibiblio.org, United States Government Printing Office. URL consultato il 19 luglio 2009.
- (EN) James R. Garrett, James R. "Rube" Garrett - A Marine Diary: My Experiences on Guadalcanal, su An Eyewitness Account of the Battle of Guadalcanal. URL consultato il 19 luglio 2009 (archiviato dall'url originale l'11 febbraio 2007).
- (EN) Oliver A. Gillespie, The Official History of New Zealand in the Second World War, 1939–1945; The Battle for the Solomons (Chapter 7), su nzetc.org, New Zealand Electronic Text Center, 1952. URL consultato il 19 luglio 2009.
- (EN) Jon T. Hoffman, From Makin to Bougainville: Marine Raiders in the Pacific War (brochure), su World War II Commemorative Series, Marine Corps Historical Center, 1995. URL consultato il 19 luglio 2009.
- Jon T. Hoffman, Silk Chutes and Hard Fighting: U.S. Marine Corps Parachute Units in World War II, su Commemorative series, Marine Corps History and Museums Division,  p. 1. URL consultato il 19 luglio 2009.
- Clayton R. Newell, Central Pacific, su The U.S. Army Campaigns of World War II, U.S. Army Center of Military History, 2003. URL consultato il 19 luglio 2009 (archiviato dall'url originale il 2 febbraio 2012).
- (EN) U.S. Army Center of Military History, Japanese Operations in the Southwest Pacific Area, Volume II - Part I, su Reports of General MacArthur. URL consultato il 19 luglio 2009.- Translation of the official record by the Japanese Demobilization Bureaux detailing the Imperial Japanese Army and Navy's participation in the Southwest Pacific area of the Pacific War]